# Coll de l'Espinàs (Arles)
El Coll de l'Espinàs és un coll situat a 1.112,8 m alt a cavall dels termes comunals d'Arles i de Sant Llorenç de Cerdans, tots dos de la comarca del Vallespir, a la Catalunya del Nord. És al sud-est del terme d'Arles i al nord-est del de Sant Llorenç de Cerdans, al sud-est del Puig de l'Estella.